# Markéta Rumunská
Její Veličenstvo Markéta Rumunská, někdy též Margareta, (rumunsky Majestatea Sa Margaret, * 26. března 1949, Lausanne) je správkyní rumunské koruny. Zároveň je současnou hlavou rumunské královské rodiny.

## Osobní život
Narodila se ve švýcarském Lausanne, kde její rodiče pobývali v exilu, jako nejstarší dcera krále Michala I. a jeho manželky, královny Anny. I přes znění ústavy z roku 1923 neumožňující ženám nástup na trůn, jmenoval 30. prosince 2007 exkrál Michal princeznu Markétu dědičnou princeznou a správkyní rumunské koruny (Principesa Moștenitoare și Custode al Coroanei României), čímž stanovil nově platná Základní pravidla.
Markéta se dne 21. září 1996 vdala za rumunského herce Radu Dudu. Je bezdětná. V době studií na univerzitě v Edinburghu měla poměr s Gordonem Brownem, ministerským předsedou Spojeného království v letech 2007–2010.

## Kariéra
Po absolvování univerzity Markéta pracovala na několika britských univerzitách a zabývala se sociologií medicíny. Později působila v projektech koordinovaných Světovou zdravotnickou organizací a dále pracovala v oblasti Organizace pro výživu a zemědělství v rámci OSN. Od roku 1989 se zabývá charitativní prací zaměřenou na Rumunsko. V roce 1990 založila Fond Princezny Markéty věnující se podpoře občanské společnosti v Rumunsku 

## Narůstající vliv
Po smrti svého otce, krále Michala I., se stala hlavou rumunské královské rodiny a k rumunskému národu přistoupila se slibem, že naváže na odkaz svého zesnulého otce. Při této příležitosti vystoupila následující pondělí i na půdě poslanecké sněmovny, kde se vyjádřila k budoucnosti země. Vůbec poprvé od roku 1946 zde na počest jejího otce zazněla královská hymna.
Sled těchto událostí zahájil v parlamentu debatu o tom, zda by mělo Rumunsko uspořádat referendum o změně státního zřízení na parlamentní monarchii. Tento proces iniciovali bývalý místopředseda sociálních demokratů Niculae Bădălău a předseda senátu Călin Popescu-Tăriceanu, který dokonce otevřeně vyjádřil svou podporu monarchismu. Již v lednu 2018 Rumunsko svůj státní znak doplnilo o královskou Ocelovou korunu.
Na konci března 2018 v poslanecké sněmovně podpořila rozsáhlé demonstrace unionistů ke 100. výročí sjednocení tehdejšího Rumunského království a Moldavské demokratické republiky. Stejný postoj zaujal současný předseda poslanecké sněmovny Liviu Dragnea. Svědkem tohoto vystoupení byl mimo jiné i předseda moldavského parlamentu Andrian Candu.
Za rok 2018 byla princezna Markéta Rumunská magazínem Romanian Forbes Woman oceněna titulem „nejvlivnější žena Rumunska“.

## Vývod z předků
Markéta Rumunská je pravnučka řeckého krále Konstantina I. a prapravnučka německého císaře Fridricha III. Mezi její předky patří také britská královna Viktorie, ruský car Alexandr II., dánský král Kristián IX. a portugalská královna Marie II.
|                  |                           |  |                    |                                        |  |  |  |  |  |  |  | Leopold Hohenzollernský |
|                  |                           |  |                    |                                        |  |  |  |  |  |  |  |                         |
|                  | Ferdinand I.              |  |                    |                                        |  |  |  |  |  |  |  |                         |
|                  |                           |  |                    |                                        |  |  |  |  |  |  |  |                         |
|                  |                           |  |                    | Antonie Portugalská                    |  |  |  |  |  |  |  |                         |
|                  |                           |  |                    |                                        |  |  |  |  |  |  |  |                         |
|                  | Karel II.                 |  |                    |                                        |  |  |  |  |  |  |  |                         |
|                  |                           |  |                    |                                        |  |  |  |  |  |  |  |                         |
|                  |                           |  |                    | Alfréd Sasko-Kobursko-Gothajský        |  |  |  |  |  |  |  |                         |
|                  |                           |  |                    |                                        |  |  |  |  |  |  |  |                         |
|                  | Marie Edinburská          |  |                    |                                        |  |  |  |  |  |  |  |                         |
|                  |                           |  |                    |                                        |  |  |  |  |  |  |  |                         |
|                  |                           |  |                    | Marie Alexandrovna Romanovová          |  |  |  |  |  |  |  |                         |
|                  |                           |  |                    |                                        |  |  |  |  |  |  |  |                         |
|                  | Michal I. Rumunský        |  |                    |                                        |  |  |  |  |  |  |  |                         |
|                  |                           |  |                    |                                        |  |  |  |  |  |  |  |                         |
|                  |                           |  |                    | Jiří I. Řecký                          |  |  |  |  |  |  |  |                         |
|                  |                           |  |                    |                                        |  |  |  |  |  |  |  |                         |
|                  | Konstantin I. Řecký       |  |                    |                                        |  |  |  |  |  |  |  |                         |
|                  |                           |  |                    |                                        |  |  |  |  |  |  |  |                         |
|                  |                           |  |                    | Olga Konstantinovna Romanovová         |  |  |  |  |  |  |  |                         |
|                  |                           |  |                    |                                        |  |  |  |  |  |  |  |                         |
|                  | Helena Řecká a Dánská     |  |                    |                                        |  |  |  |  |  |  |  |                         |
|                  |                           |  |                    |                                        |  |  |  |  |  |  |  |                         |
|                  |                           |  |                    | Fridrich III. Pruský                   |  |  |  |  |  |  |  |                         |
|                  |                           |  |                    |                                        |  |  |  |  |  |  |  |                         |
|                  | Sofie Pruská              |  |                    |                                        |  |  |  |  |  |  |  |                         |
|                  |                           |  |                    |                                        |  |  |  |  |  |  |  |                         |
|                  |                           |  |                    | Viktorie Sasko-Koburská                |  |  |  |  |  |  |  |                         |
|                  |                           |  |                    |                                        |  |  |  |  |  |  |  |                         |
| Markéta Rumunská |                           |  |                    |                                        |  |  |  |  |  |  |  |                         |
|                  |                           |  |                    |                                        |  |  |  |  |  |  |  |                         |
|                  |                           |  | Karel III. Parmský |                                        |  |  |  |  |  |  |  |                         |
|                  |                           |  |                    |                                        |  |  |  |  |  |  |  |                         |
|                  | Robert I. Parmský         |  |                    |                                        |  |  |  |  |  |  |  |                         |
|                  |                           |  |                    |                                        |  |  |  |  |  |  |  |                         |
|                  |                           |  |                    | Luisa Marie Terezie z Artois           |  |  |  |  |  |  |  |                         |
|                  |                           |  |                    |                                        |  |  |  |  |  |  |  |                         |
|                  | René Bourbonsko-Parmský   |  |                    |                                        |  |  |  |  |  |  |  |                         |
|                  |                           |  |                    |                                        |  |  |  |  |  |  |  |                         |
|                  |                           |  |                    | Michal I. Portugalský                  |  |  |  |  |  |  |  |                         |
|                  |                           |  |                    |                                        |  |  |  |  |  |  |  |                         |
|                  | Marie Antonie Portugalská |  |                    |                                        |  |  |  |  |  |  |  |                         |
|                  |                           |  |                    |                                        |  |  |  |  |  |  |  |                         |
|                  |                           |  |                    | Adelaida Löwenstein-Wertheim-Rosenberg |  |  |  |  |  |  |  |                         |
|                  |                           |  |                    |                                        |  |  |  |  |  |  |  |                         |
|                  | Anna Bourbonsko-Parmská   |  |                    |                                        |  |  |  |  |  |  |  |                         |
|                  |                           |  |                    |                                        |  |  |  |  |  |  |  |                         |
|                  |                           |  |                    | Kristián IX.                           |  |  |  |  |  |  |  |                         |
|                  |                           |  |                    |                                        |  |  |  |  |  |  |  |                         |
|                  | Valdemar Dánský           |  |                    |                                        |  |  |  |  |  |  |  |                         |
|                  |                           |  |                    |                                        |  |  |  |  |  |  |  |                         |
|                  |                           |  |                    | Luisa Hesensko-Kasselská               |  |  |  |  |  |  |  |                         |
|                  |                           |  |                    |                                        |  |  |  |  |  |  |  |                         |
|                  | Markéta Dánská            |  |                    |                                        |  |  |  |  |  |  |  |                         |
|                  |                           |  |                    |                                        |  |  |  |  |  |  |  |                         |
|                  |                           |  |                    | Robert Bourbonsko-Orleánský            |  |  |  |  |  |  |  |                         |
|                  |                           |  |                    |                                        |  |  |  |  |  |  |  |                         |
|                  | Marie Orléanská           |  |                    |                                        |  |  |  |  |  |  |  |                         |
|                  |                           |  |                    |                                        |  |  |  |  |  |  |  |                         |
|                  |                           |  |                    | Františka Orléanská                    |  |  |  |  |  |  |  |                         |
|                  |                           |  |                    |                                        |  |  |  |  |  |  |  |                         |